# 米勒·博拉尼奥斯
米勒·亚历杭德罗·博拉尼奥斯·雷斯科（西班牙語：Miller Alejandro Bolaños Reasco，1990年6月1日—）是一名厄瓜多尔足球运动员，出生于厄瓜多爾埃斯梅拉达斯，目前被中超俱樂部上海申花租借效力至重庆当代力帆，司職前锋。